# Susanna Wesley
Susanna Wesley, nascuda Annesley (20 de gener de 1669 - Londres, 23 de juliol de 1742), fou una autora d'escrits i cartes de difusió espiritual, mare de John i Charles Wesley, els fundadors del metodisme.
Susanna Annesley és la més petita dels vint-i-cinc fills del predicador londinenc Samuel Annesley. El 1688 es va casar amb el també clergue Samuel Wesley. El 10 de febrer de 1690 va néixer Samuel Jr, el primer fill dels dinou del matrimoni. Nou dels seus fills moririen essent infants. El 1697 la família es va traslladar a una rectoria a Epworth. Més tard, el 17 de juny de 1703 va néixer el seu fill John, que més endavant seria el fundador del metodisme. Els escrits i correspondència de Susanna Wesley The Complete Writings, editats per Charles Wallace i publicats el 1997, formen part de la història social i religiosa anglesa i referent de com l'espiritualitat pot servir per potenciar la veu de les dones.